# Цилиарное тело

1 — склера, 2 — сосудистая оболочка, 3 — канал Шлемма, 4 — корень радужки, 5 — роговица, 6 — радужка, 7 — зрачок, 8 — передняя камера глаза, 9 — задняя камера глаза, 10 — цилиарное тело, 11 — хрусталик, 12 — стекловидное тело, 13 — сетчатка, 14 — зрительный нерв, 15 — зонулярные волокна.

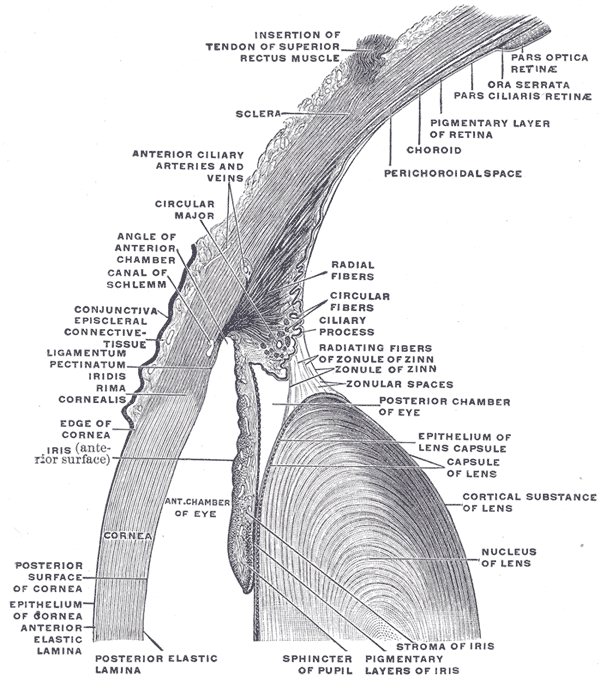
Сагиттальное сечение верхней части глазного яблока.

Цилиарное (ресничное) тело (лат. corpus ciliare от лат. cilia — «реснички») — часть средней (сосудистой) оболочки глаза, которая служит для подвешивания хрусталика и обеспечения процесса аккомодации. Кроме того, цилиарное тело участвует в продуцировании водянистой влаги камер глаза, играет роль теплового коллектора глаза.
Соединяет радужку с сосудистой оболочкой, находится под склерой.

## Анатомия
Цилиарное тело представляет собой замкнутое кольцо, размещенное под склерой между радужкой и собственно сосудистой оболочкой. Цилиарное тело не доступно для осмотра, поскольку скрыто радужкой. На меридиональном срезе цилиарное тело имеет вид треугольника. Место перехода хориоидеи в цилиарное тело совпадает с местом перехода зрительной части сетчатки в слепую и называется зубчатым краем (ora serrata).
От внутренней части кольца в сторону хрусталика отходят цилиарные отростки (processus ciliares). Совокупность отростков представляет собой цилиарную корону (corona ciliaris).
От этих отростков отходят радиально очень тонкие волокна (зонулярные волокна, fibrae zonulares), крепящиеся к экватору хрусталика. Совокупность этих волокон называется цинновой связкой или реснитчатым пояском (zonula ciliaris).
В толще цилиарного тела находятся гладкие миоциты цилиарной мышцы (реснитчатой мышцы, musculus ciliare). В мышце выделяют меридиональные (продольные), радиальные и циркулярные волокна.
Цилиарная мышца иннервируется глазодвигательным нервом (III пара черепных нервов). Переключение парасимпатических волокон осуществляется в цилиарном узле. Чувствительные волокна отходят от цилиарного тела в виде коротких и длинных цилиарных нервов, которые являются ветвями тройничного нерва (V пара черепных нервов).

## Гистология
Цилиарное тело образуется из высоковаскуляризированной рыхлой соединительной ткани и гладких миоцитов. Ресничатое тело - производное сосудистой оболочки и сетчатки
Внешне цилиарное тело и его отростки покрыты цилиарной частью сетчатки (pars ciliaris retinae), которая вместе с радужной частью сетчатки (pars iridica retinae) образует слепую часть сетчатки (pars caeca retinae). Эпителий — двуслойный. Внутренний слой эпителиальных клеток пигментированный, внешний — нет. Именно эти непигментированные эпителиальные клетки участвуют в выработке водянистой влаги и гиалуроновой кислоты.

## Аккомодация
Сокращение цилиарной мышцы вызывает фокусировку зрения на близких предметах. Сокращение цилиарной мышцы ведет к уменьшению внутреннего пространства, из-за чего натяжение зонулярных волокон уменьшается. Благодаря собственной эластичности хрусталик округляется, уменьшается его радиус кривизны. Это приводит к проекции на сетчатку четкого изображения предметов, расположенных на близком расстоянии.
При расслаблении мышцы зонулярные волокна снова натягиваются, и хрусталик вновь уплощается. Фокус удаляется.

## Клиническое значение
Отрыв зонулярных волокон приводит к смещению хрусталика (вывих хрусталика).
Боли, вызванные спазмом цилиарного тела, могут обусловливаться воспалением передних отделов глаза. Воспаление реснитчатого тела называется циклит.
Цилиарное тело отвечает за выработку водянистой влаги и поэтому является главной мишенью некоторых лекарств от глаукомы: бета-блокаторов (тимолола, бетаксолола), альфа-адреномиметиков (бримонидина), ингибиторов карбоангидразы (дорзоламида, ацетазоламида), поскольку эти препараты уменьшают выработку водянистой влаги. Торможение продукции внутриглазной жидкости приводит к снижению внутреннего давления глаза.
У новорожденных цилиарная мышца развита недостаточно, она очень утонченная, однако ко второму году жизни уже приобретает способность аккомодировать.
При значительном снижении секреции реснитчатым телом водянистой влаги уменьшается внутриглазное давление и наступает атрофия глазного яблока.